# Хоморські заплави
Хомо́рські запла́ви — гідрологічний заказник місцевого значення в Україні. Розташований у межах Сахновецької сільської громади Шепетівського району Хмельницької області, на схід від села Ліщани. 
Площа 211,2 га. Статус надано 1997 року. Перебуває у віданні Сахновецької сільської громади. 
Статус надано з метою збереження природного комплексу в заплаві річки Хомора. 